# Franz Tacke
Franz Tacke (* 5. Juni 1927; † 6. April 2011 in Rheine) war ein deutscher Ingenieur und Unternehmer. Er war einer der Pioniere der Windenergienutzung in Deutschland.

## Leben
Tacke übernahm 1960 die Geschäftsführung der von seinem Großvater im Jahr 1886 gegründeten Maschinenfabrik F. Tacke KG in Rheine als persönlich haftender Gesellschafter. Zuvor hatte er bereits als geschäftsführender Gesellschafter die Leitung der 1959 gegründeten Tochterfirma KTR Systems GmbH übernommen.
Seit Mitte der 1980er Jahre widmete er sich der Windenergie und wurde zu einem der Wegbereiter der Windenergietechnik in Deutschland. Tacke errichtete 1985 und 1986 in Kalifornien Windkraftanlagen mit 150 kW Leistung, die damals fortschrittlich in der Nutzung der Windkraft waren. Gemeinsam mit seinen Söhnen gründete er 1990 die Tacke Windtechnik GmbH, die schnell zur Nummer zwei auf dem deutschen Markt avancierte, allerdings im Jahr 1997 Konkurs anmelden musste und vom US-amerikanischen Energieunternehmen Enron übernommen wurde. Seit 2002 gehört das Unternehmen zum amerikanischen Industriekonzern General Electric.
Neben seiner unternehmerischen Tätigkeit engagierte Tacke sich ehrenamtlich für die Windkraftbranche. Von 1971 bis 1993 war er Vorstandsmitglied des Fachverbands Antriebstechnik im Verband Deutscher Maschinen- und Anlagenbau (VDMA), von 1976 bis 1978 war er stellvertretender Vorstandsvorsitzender und von 1979 bis 1981 Vorstandsvorsitzender des Fachverbands. In den Jahren 1970 bis 1987 wirkte er zudem maßgeblich im Vorstand der Forschungsvereinigung Antriebstechnik mit und setzte sich von 1979 bis 1981 im Hauptvorstand des VDMA für die Belange seiner Branche ein. 1993 rief er die Interessensgemeinschaft Windkraftanlagen im VDMA ins Leben und schuf der Windkraft dadurch eine Plattform innerhalb der traditionellen Industrielobbys. Tacke führte den Vorsitz dieser Gruppierung von der Gründung bis 1998. In dieser Eigenschaft war er auch Mitglied des Vorstands des Fachverbands Kraftmaschinen. Daneben gehörte Tacke seit 1961 dem Vorstand des Verbands Münsterländischer Metallindustrieller an, dessen Vorsitzender er von 1974 bis 1987 war.
Der VDMA zeichnete ihn in Anerkennung seiner Verdienste 1999 mit der großen Verdienstmedaille des VDMA aus.

## Publikationen
- Franz Tacke: Windenergie: Die Herausforderung. Gestern, Heute, Morgen. VDMA-Verlag, Frankfurt am Main 2004, ISBN 978-3-8163-0476-0.